# Aurélia Thierrée
Aurélia Thierrée (Boulogne-Billancourt, 24 settembre 1971) è un'attrice francese.

## Biografia
Primogenita di Victoria Chaplin e Jean-Baptiste Thiérrée.
Come attrice cinematografia compare nel cast dei film À la belle étoile (1993), Il pianeta verde (1995), Larry Flynt - Oltre lo scandalo (1996), Far from China (2001), L'ultimo inquisitore (2006), 24 Mesures (2007).
È soprattutto attrice di teatro, seguendo le orme della madre Victoria che negli anni 70 diede l'avvio con Le Cirque Imaginaire e Le Cirque Invisible, spettacoli d'avanguardia, a quello che è considerato il circo contemporaneo.
Nel 2009 recita in L'Oratorio di Aurélia, scritto da Victoria Chaplin per la figlia.
Dal 2011 Aurélia Thiérrée interpreta Murmures des murs, ideato e diretto dalla madre Victoria Chaplin, suoi anche la scenografia, i costumi e la coreografia.